# Sakura (Chiba)
Sakura è una città giapponese della prefettura di Chiba.
La zona di Sakura si trova a est del centro di Tokyo e ha quasi 200 000 abitanti.
È collegata a Tokyo tramite la rete autostradale nipponica e tramite il servizio della Keidei main line e della Joban line; quest'ultima la collega inoltre anche ad Abiko.
È inoltre collegata al centro di Chiba grazie alla Sobu line.

## Storia
L'area intorno a Sakura era abitata sin dalla preistoria, e gli archeologi hanno scoperto numerosi tumuli sepolcrali del periodo Kofun, insieme ai resti di un tempio buddhista del periodo Hakuhō (673–686). Durante i periodi Kamakura (1185–1333) e Muromachi (1336–1573), la regione era controllata dal clan Chiba. Nel periodo Sengoku (1467–1603), il clan Chiba combatté contro il clan Satomi a sud, e contro il Tardo clan Hōjō ad ovest. Dopo la sconfitta del clan Chiba, la zona passò sotto il controllo di Tokugawa Ieyasu, che affidò ad uno dei suoi generali, Doi Toshikatsu (1573–1644), il compito di ricostruire il castello di Chiba e di governare sul feudo di Sakura come daimyō.  Doi realizzò una città-castello (jōkamachi, 城下町), che diventò la più grande del genere nella penisola di Bōsō. Sotto lo shogunato Tokugawa, il feudo di Sakura passò per gran parte del periodo Edo nelle mani del clan Hotta. Nel periodo Bakumatsu (1853–1867) il feudo diventò un centro per gli studi rangaku, incentrato sulla scuola Juntendō fondata nel 1843 dal dottor Taizen Satō (1804–1872). La Juntendō ed altre istituzioni educative di Sakura contribuiranno notevolmente al Rinnovamento Meiji. Dopo l'abolizione del sistema feudale, l'area divenne parte della prefettura di Chiba.
La cittadina di Sakura è stata una delle numerose cittadine del distretto di Inba istituite con la riorganizzazione del sistema delle municipalità del 1º aprile 1889. Il 31 marzo 1954, Sakura ottenne lo status di città inglobando i comuni limitrofi di Usui, Wada, Nego, Yadomi e Shizu.